# Кетчъм (ледник)
Ледникът Кетчъм (на английски: Ketchum Glacier) е долинен ледник в Западна Антарктида, Бряг Ласитер, на Земя Палмър с дължина 90 km. Води началото си от южната част на Антарктическия полуостров и „тече“ на изток между планините Латади на север и Скайф на юг. „Влива“ се в ледения залив Гарднър в крайната северозападна част на шелфовия ледник Едит Роне.
Ледникът Кетчъм е открит от американския антарктически изследовател Фин Роне при разузнавателен полет от базата на експедицията (1947 – 48 г.) на юг, който го наименува в чест на Капитан Джералд Кетчъм (1908 – 1992), командващ ледоразбивача „Бъртън Айлънд“ доставил експедицията и оборудването ѝ в нейната база ва брега на залива Маргьорит. Впоследствие ледникът е заснет чрез аерофотоснимки, на базата на които е картиран.